# 遊具
遊具（ゆうぐ）とは、子供の遊びに供するために設置される道具・設備である。一般には公園などに置かれて、子供たちが遊びに使う道具設備の意味であるが、他方では娯楽に供させる施設にも、遊具と呼ぶ物がある。
- 遊具の種類などに関しては「Category:遊具」を参照。

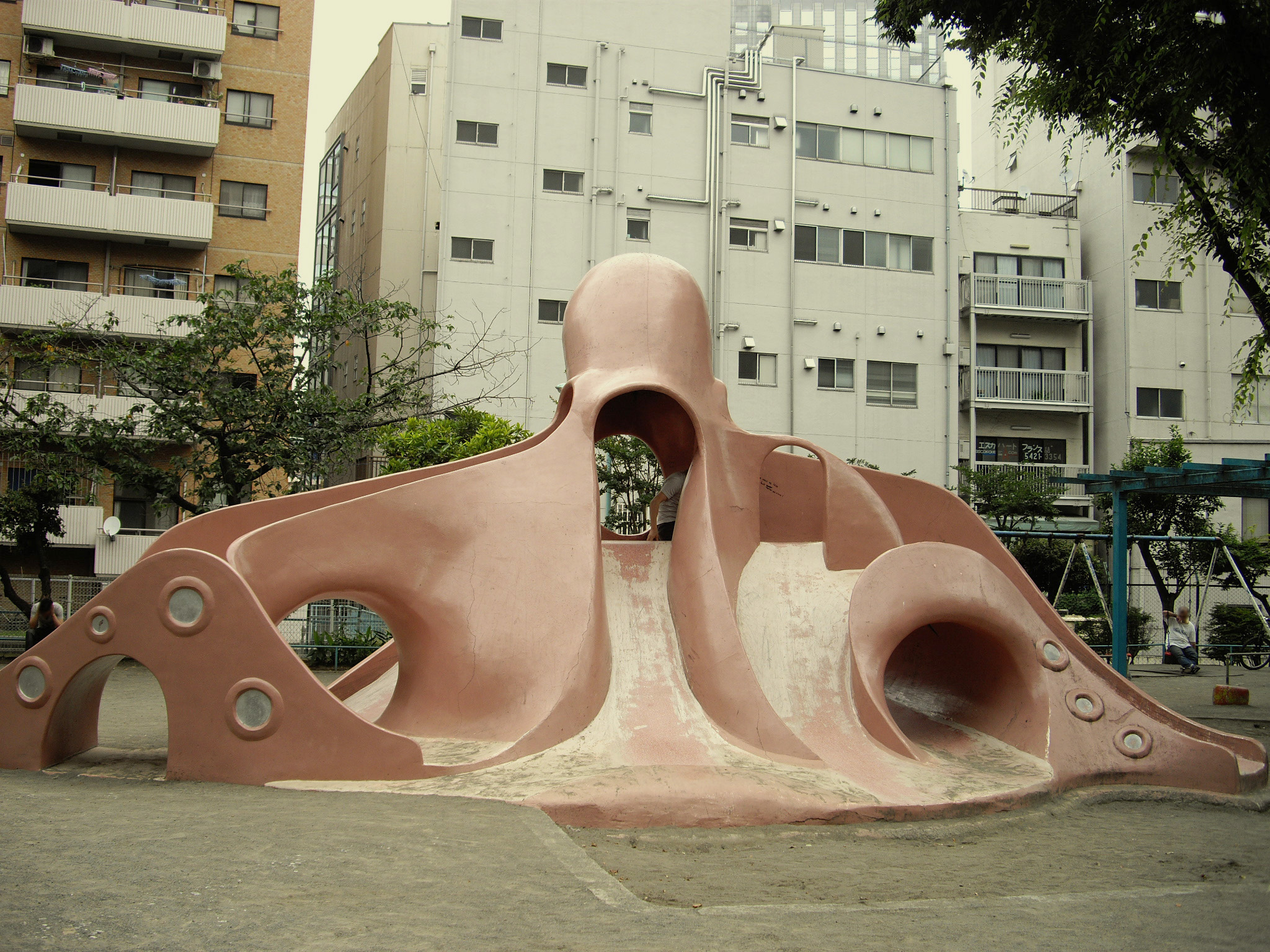
滑り台と砂場

## 概要
遊具は、公園や学校施設（保育園・幼稚園・小学校など）にある遊び場などに設置されている公共性の高いものや、複数の利用者が共有する形で利用されるものが大半を占める。また利用方法に関しても、体全体を用いて使用するものを指し、所定の動作だけによって利用される玩具とは異なる傾向も見られる。
公園を作る際、市町村の公園条例によっては、何種類かの遊具を必ず設置するよう義務付けられていることがある。日本においては、国土交通省など公園に関係する官公庁の国庫補助を受ける際の規定による。この規定から、砂場、ブランコ、滑り台などが遊具の基本3種といわれる。ただし、最近では、より活動的で魅力的な遊具が開発されている。

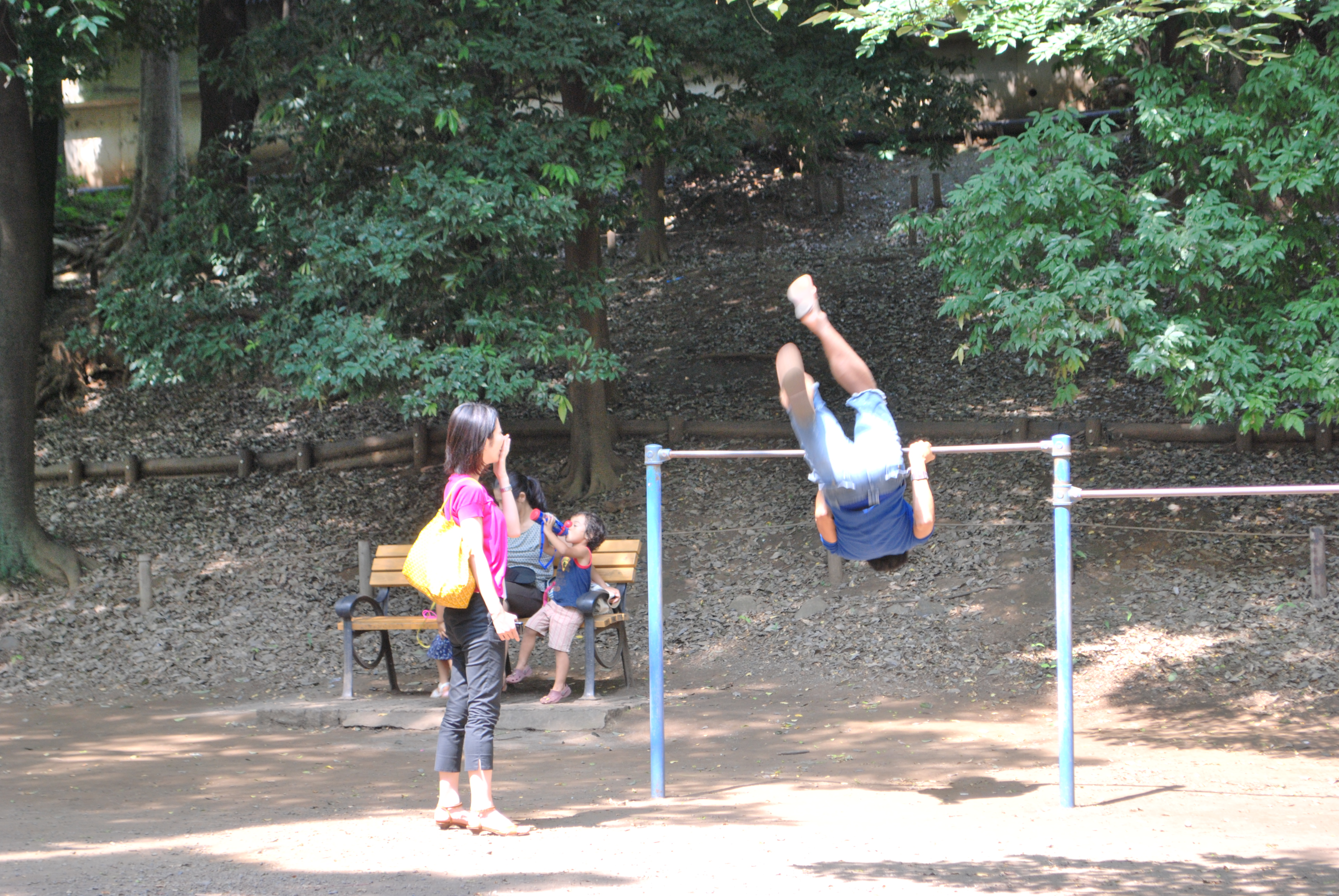
鉄棒
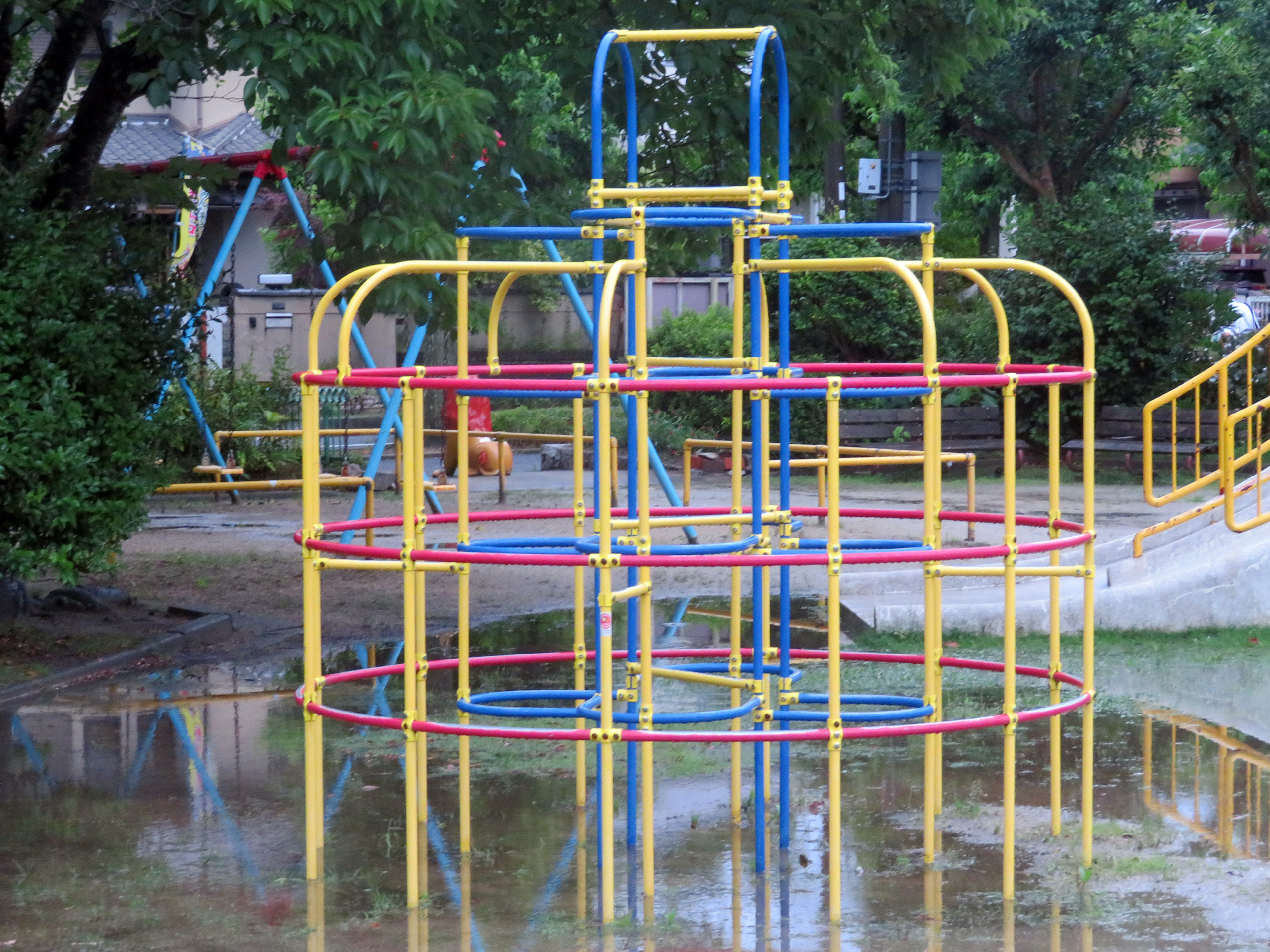
ジャングルジム
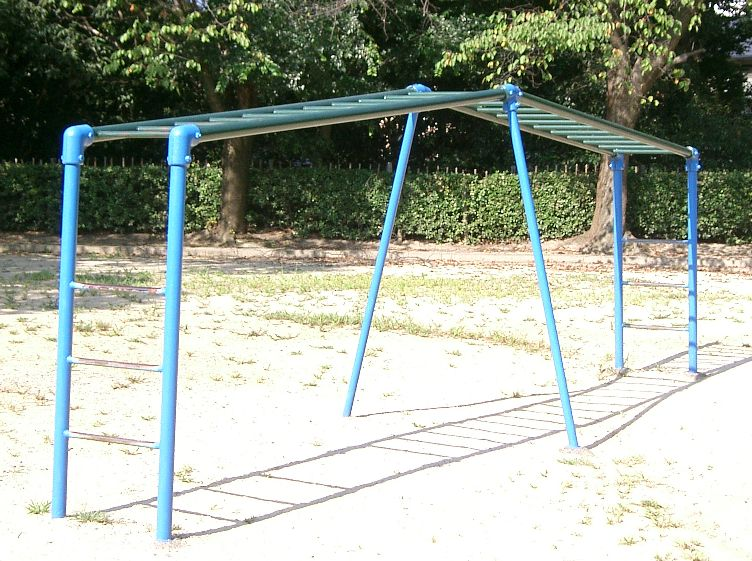
雲梯

これら遊具には一定の使い方はあるものの、（遊び方が道具によって決定されるいわゆる玩具とは異なり）遊ぶ側が主体となった様々な利用方法がある。

### 教育と遊具
幼児や児童の場合、体を動かすことで運動機能を向上させ、心身ともに健全に育つことが期待される。遊具は、子供らに遊びを通して運動する場を提供することによって、育成に効果があると考えられている。したがって、遊具は子供の関心をひくように設計されている。また、子供らも、遊具で遊ぶことをとても好む。

### 安全性
運動には怪我が付きものなので、遊具の設計には安全性への配慮が施されている。しかし、遊びに夢中になる子供は、往々にして想像だにしない利用方法を考案するので、設計者の意図しない利用によって負傷することも珍しくない。また、安全への配慮と維持管理の不徹底が原因の事故も発生している。
このため、問題が発見された遊具が、設置された後に回収される事例も多く発生している（遊動円木を参照）。

### 娯楽と遊具
子供に限らず、体を動かしたり日常では体験できないスリルを味わうことは、普遍的な娯楽の様式である。遊園地を始めとする施設では、動力（電動や油圧など）をもつ遊具がある。
これらの遊具は前出の利用者の力（人力）で駆される遊具とは異なり、「遊ぶための装置（機械）」である。動力をもつために、事故が起きれば大惨事となってしまうので、人力の遊具よりも徹底的に安全性が考慮される。その結果、人力遊具よりも遊び方が制限される。例えば、ジェットコースターでは、利用者は車両の椅子にシートベルトで固定された状態で座っているしかない。

### さまざまな遊具の種類
- すべり台
- ブランコ
- 箱ブランコ
- シーソー
- 遊動円木
- 鉄棒
- 雲梯（水平雲梯、太鼓梯子）
- つり輪
- 登り棒（はん登棒）
- チェーンネットクライム
- ロープクライム
- ジャングルジム
- 回転型ジャングルジム（ロープジャングル）
- 回旋塔
- ターザンロープ（ロープウェイ）
- タイヤ遊具
- リンク遊具
- 砂場